# Hans Gasser (Politiker, 1937)
Hans Gasser (* 21. September 1937 in Gendorf, Gemeinde Baldramsdorf) ist ein ehemaliger österreichischer Politiker (ÖVP) und Landwirt. Gasser war von 1979 bis 1983 Mitglied des österreichischen Bundesrates und von 1986 bis 1990 Abgeordneter zum Nationalrat.

## Leben
Gasser besuchte nach der Pflichtschule eine landwirtschaftliche Mittelschule und studierte zwischen 1962 und 1966 an der Hochschule für Bodenkultur, wobei er sein Studium mit dem akademischen Grad Dipl.-Ing. abschloss. Er war beruflich von 1967 bis 1969 als Vertragsbediensteter im Bundesministerium für Land- und Forstwirtschaft tätig und übernahm 1969 den elterlichen land- und gastwirtschaftlichen Betrieb.
Er betätigt sich als Halbmarathonläufer.

## Politik
Von 1969 bis 1974 war er Bezirksparteisekretär Angestellter der ÖVP Kärnten.
Gasser wirkte zwischen 1973 und 1983 als Gemeinderat der ÖVP in Baldramsdorf und übernahm 1974 die Funktion des Bezirksobmanns des Kärntner Bauernbundes in Spittal an der Drau. Zudem war er zwischen 1975 und 1979 Abgeordneter zum Kärntner Landtag und ab 1976 Mitglied der Vollversammlung der Kammer für Land- und Forstwirtschaft in Kärnten. Gasser vertrat das Bundesland Kärnten vom 29. Oktober 1979 bis zum 30. Juni 1983 im Bundesrat und war danach vom 17. Dezember 1986 bis zum 1. August 1990 Abgeordneter zum Nationalrat.